# عبد القادر عودة
عبد القادر عودة (1906- 9 ديسمبر 1954) هو قاض  وفقيه دستوري، ولد بقرية كفر الحاج شربيني من أعمال مركز شربين، تخرج من مدرسة المنصورة الابتدائية عام 1330 هـ، اشتغل بالزراعة، ثم عاد فواصَل الدراسة، وحصل على البكالوريا سنة 1348 هـ، ثم التحق بكلية الحقوق بالقاهرة، وتخرج فيها عام 1930م، وكان من أول الناجحين.
التحق بوظائف النيابة ثم القضاء، وكانت له مواقف في عهد «عبد الهادي» قدمتْ إليه وهو قاضٍ أكثر من قضية من القضايا المترتبة على الأمر العسكري بحل جماعة الإخوان المسلمين فكان يقضي فيها بالبراءة استنادًا إلى أن أمر الحل غير شرعي. في عام 1951م استقال من منصبه الكبير في القضاء، وانقطع للعمل في الدعوة، مستعيضًا عن راتبه الحكومي بفتح مكتب للمحاماة، لكن لم يلبث أن بلغ أرفع مكانة بين أقرانه المحامين. في عهد اللواء محمد نجيب عُيّن عضوًا في لجنة وضع الدستور المصري، وكان له فيها مواقف لامعة في الدفاع عن الحريات، ومحاولة إقامة الدستور على أسس واضحة من أصول الإسلام، وتعاليم القرآن. في عام 1953م انتدبته الحكومة الليبية لوضع الدستور الليبي.
تم إعدامه بعد اتهام جماعة الإخوان المسلمين بمحاولة اغتيال الرئيس المصري جمال عبد الناصر في حادثة المنشية عام 1954م، وبسببها تم إلقاء القبض على عدد كبير من الإخوان المسلمين، ومعارضي حكم جمال عبد الناصر ومحاكمتهم أمام محاكمة عسكرية استثنائية بقيادة قائد الجناح جمال سالم، والتي أصدرت أحكام بإعدامه مع عدد آخر من قيادات الإخوان المسلمين وهم الشيخ محمد فرغلي ويوسف طلعت وإبراهيم الطيب المحامي وهنداوي دوير المحامي ومحمود عبد اللطيف. وتم إعدامهم في 7 ديسمبر 1954. هذا بخلاف من قُتلوا جراء التعذيب خلال الفترة من 26 أكتوبر 1954 حتى عام 1965م. وتلى ذلك محاكمة عدد آخر من زعماء الإخوان المسلمين في عام 1966م، وعلى رأسهم سيد قطب حيث قضت المحكمة العسكرية بقيادة الفريق الدجوي بإعدامه مع كل من يوسف هواش وعبد الفتاح إسماعيل.
وهو والد الدكتور خالد عودة الأستاذ في كلية العلوم بجامعة أسيوط.

## من مؤلفاته
- التشريع الجنائي الإسلامي.
- الإسلام وأوضاعنا القانونية.
- الإسلام وأوضاعنا السياسية.
- الإسلام بين جهل أبنائه وعجز علمائه.
- المال والحكم في الإسلام.

## إعدامه
في 9 ديسمبر عام 1954م كان موعد تنفيذ حكم الإعدام على «عبد القادر عودة» والخمسة الأخرين.